# Josué Andrés Méndez
Josué Andrés Méndez Olivares (Ecuador, 12 de marzo de 2006) es un futbolista ecuatoriano que juega como portero en el Deportivo Cuenca de la Serie A de Ecuador.

## Selección nacional

### Categorías inferiores

#### Participaciones en Sudamericanos
| Campeonato                  | Sede    | Resultado  | Partidos | Goles |
| --------------------------- | ------- | ---------- | -------- | ----- |
| Sudamericano Sub-17 de 2023 | Ecuador | Subcampeón | 0        | 0     |

#### Participaciones en Copas del Mundo
| Campeonato                  | Sede      | Resultado        | Partidos | Goles |
| --------------------------- | --------- | ---------------- | -------- | ----- |
| Copa Mundial Sub-17 de 2023 | Indonesia | Octavos de final | 0        | 0     |

## Estadísticas

### Clubes
Actualizado al último partido disputado el 20 de noviembre de 2023.
| Deportivo Cuenca · Ecuador            | 1.ª           | 2023          | 0 | 0 | — | — | 0 | 0 | 0 | 0 |
| Deportivo Cuenca · Ecuador            | Total club    | Total club    | 0 | 0 | 0 | 0 | 0 | 0 | 0 | 0 |
| Total carrera                         | Total carrera | Total carrera | 0 | 0 | 0 | 0 | 0 | 0 | 0 | 0 |
| (1) Hace referencia a goles encajados |               |               |   |   |   |   |   |   |   |   |